# Ängsholmen, Vindö NO
För andra betydelser, se Ängsholmen.
Ängsholmen (även kallad Kreugers Ängsholme) är en holme i Värmdö kommun i Stockholms skärgård, belägen nordost om Vindö i Kanholmsfjärden i närheten av Klövholmen. Ängsholmen ägdes på 1920-talet av finansmannen Ivar Kreuger.
Ängsholmen var under Kreugers tid bebyggd med ett långt hus med två skorstenar, tre takkupor och tillbyggd vinkeldel.

## Historik

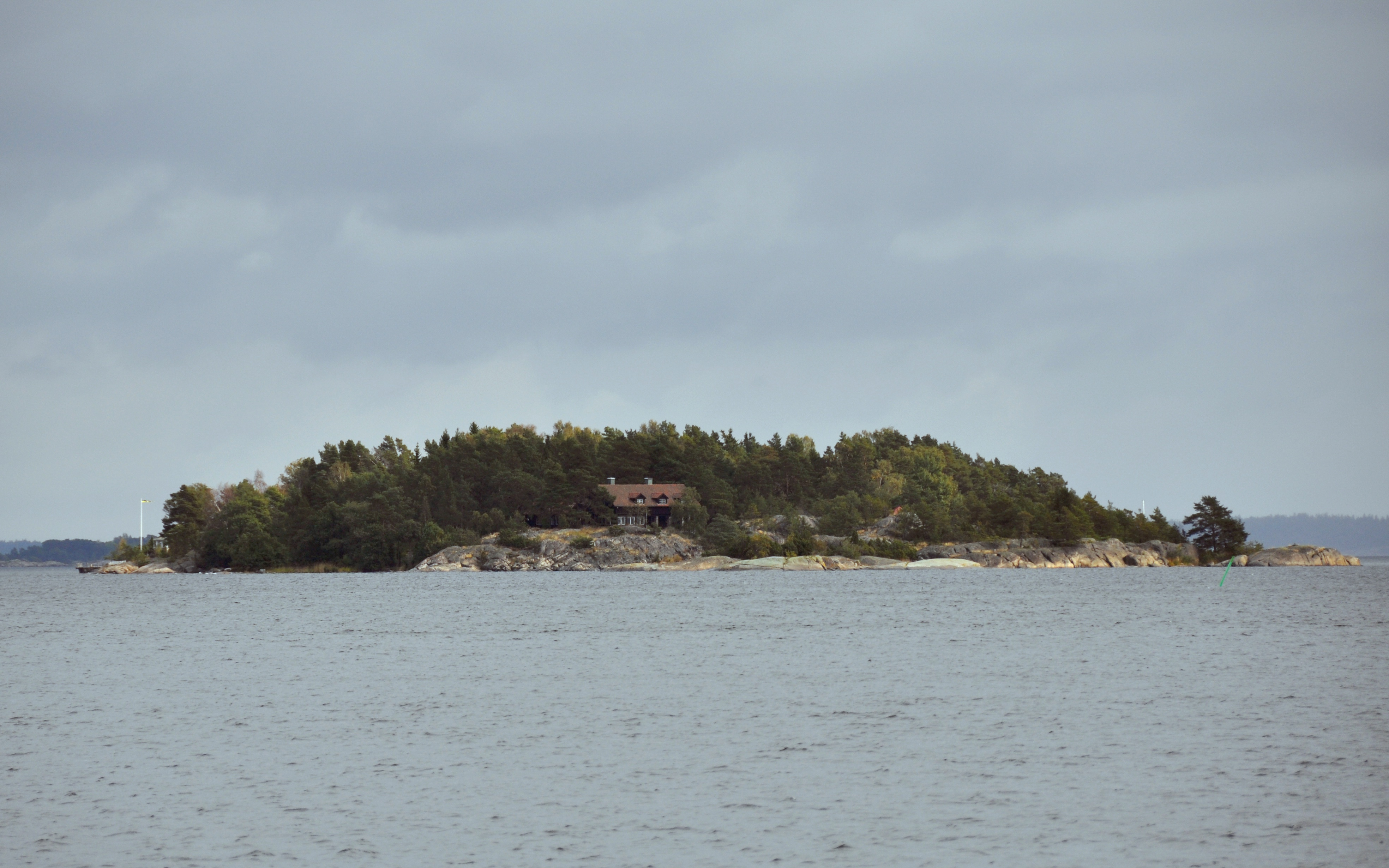
Ängsholmen med Kreugers villa från väster.

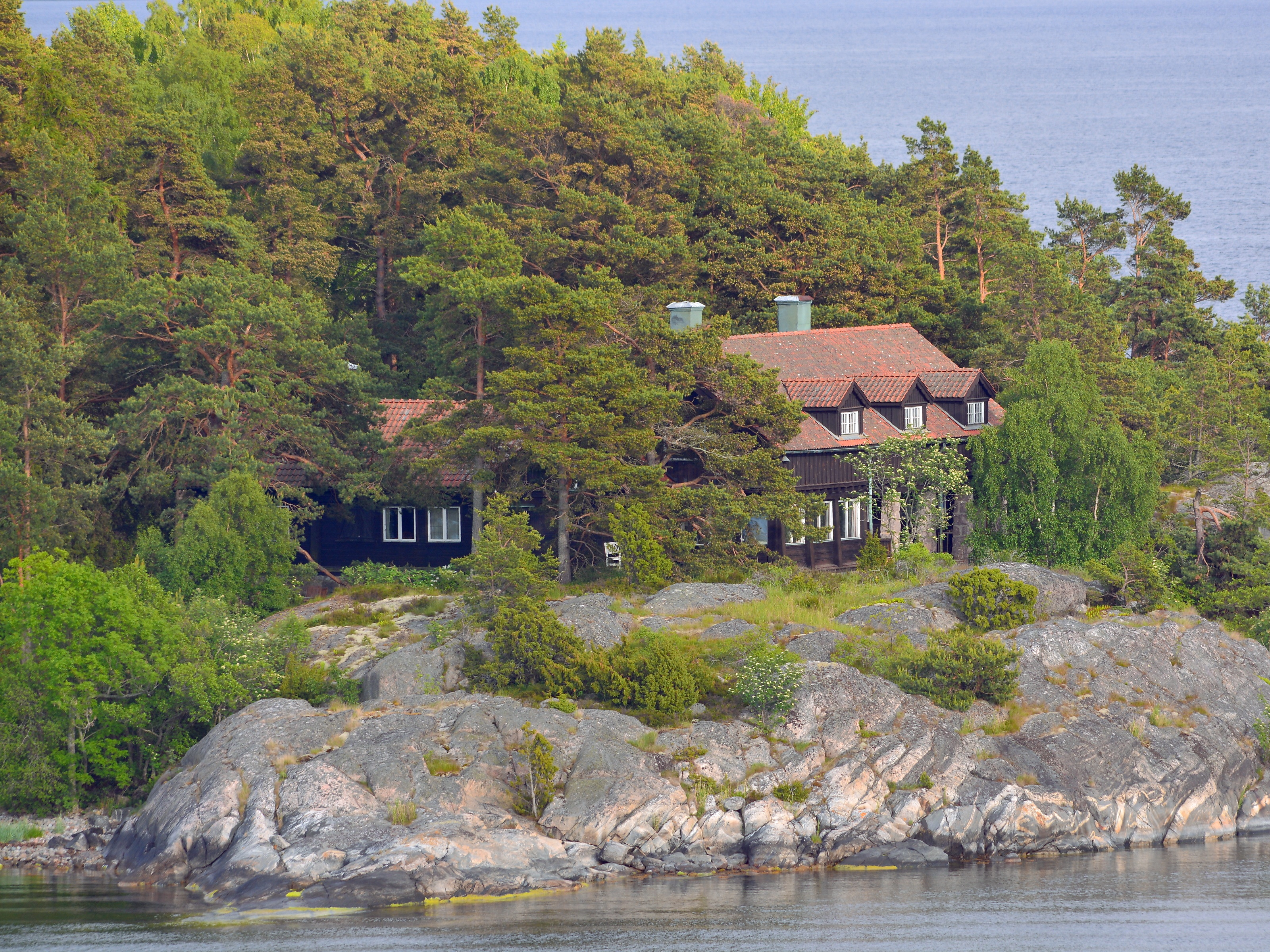
Ivar Kreugers hus på Ängsholmen.

Huvudbyggnaden på Ängsholmen ritades av Edvard Bernhard och uppfördes troligen av Paul Tolls byggfirma. Till fastigheten hörde också en stor anlagd trädgård som sköttes av en anställd trädgårdsmästare och stor anlagd hamn med bryggor och båthus med plats för ett 20-tal båtar, där Kreuger förtöjde sina motorbåtar, däribland expresskryssaren Loris (byggd 1913), salongsjakten Tärnan (byggd 1925) och hans sista motorbåt, salongsracern Svalan, som byggdes på Lidingövarvet 1928.
Kreuger och hans sambo Ingeborg Eberth tillbringade ofta sin fritid under somrarna på Ängsholmen, som Ingeborg kallade "Lycksalighetens ö". I juni 1924, gjorde filmstjärnorna Greta Garbo, Mary Pickford och Douglas Fairbanks ett kort besök på Ängsholmen i samband med ett Stockholmsbesök för celebriteterna anordnat av SF, där Kreuger stod för en visning av Stockholms skärgård med sin båt Loris. Delar av detta besök finns förevigat av SF i en 6 minuters filmsekvens. På filmsekvensen från båtfärden, besöks först Charles Magnussons sommarställe på Skarpö norr om Vaxholm och i slutet av filmen Ängsholmen.

## Läge
Det finns ett flertal öar med namnet Ängsholmen i Stockholms skärgård, och ingen källa anger Kreugers Ängsholmes position exakt. Webbplatsen för den närbelägna holmen med samma namn i kombination med en karttjänst implicerar dock följande position: 59°22′11″N 18°44′23″Ö / 59.3696°N 18.7397°Ö.

### Fotnoter
1. 1 2 3 4  ”Ängsholmens historia”. KFUK-KFUM Sverige. Arkiverad från originalet den 21 mars 2005. https://web.archive.org/web/20050321174815/http://www.angsholmen.org/default.asp?pageid=10780. Läst 10 februari 2009.
2. 1 2  ”M/Y Loris – Historik”. Loris charter. Arkiverad från originalet den 12 augusti 2010. https://web.archive.org/web/20100812045348/http://www.loris.a.se/loris/historik.html.
3. 1 2  ”Svalan”. Becker Marinette. http://www.beckermarinette.se/svalan.html.
4. ↑  Bild i Ingeborg Eberths bok från 1932 om tiden med Ivar Kreuger
5. ↑  ”Filmsekvens med Mary Pickford och Douglas Fairbanks i Stockholm 1924”. SVT öppet arkiv. Sveriges Television. Arkiverad från originalet den 21 augusti 2009. https://web.archive.org/web/20090821010514/http://svtplay.se/v/1370334/oppet_arkiv/pickford_och_fairbanks_pa_besok_i_stockholm__utan_ljud.
6. ↑  Se Ängsholmen
7. ↑  Eniros karttjänst

### Webbkällor
- Institutet för språk och folkminnen - Ortnamnsregistret Ängsholmen - "Holmen har ägts av Ivar Kreuger": Ängsholmen.